# Маскерата (ТВ филм)
„Маскерата” је југословенски ТВ филм из 1968. године. Режирао га је Иван Хетрих а сценарио је написан по делу Михаила Љермонтова.

## Улоге
| Глумац             | Улога |
| ------------------ | ----- |
| Ивка Дабетић       |       |
| Тонко Лонза        |       |
| Драган Миливојевић |       |